# 1759 na literatura

## Nascimentos
| Data           | Nome               | Profissão                        | Nacionalidade | Observações | Ref |
| -------------- | ------------------ | -------------------------------- | ------------- | ----------- | --- |
| 25 de Janeiro  | Robert Burns       | poeta                            | Escócia       | m. 1796     |     |
| 10 de Novembro | Friedrich Schiller | escritor, filósofo e historiador | Alemanha      | m. 1805     |     |

## Mortes
| Data | Nome | Profissão | Nacionalidade | Observações | Ref |
| ---- | ---- | --------- | ------------- | ----------- | --- |